# Lasioglossum ovaliceps
Lasioglossum ovaliceps är en biart som först beskrevs av Cockerell 1898.  Lasioglossum ovaliceps ingår i släktet smalbin, och familjen vägbin. Inga underarter finns listade i Catalogue of Life.

## Bildgalleri

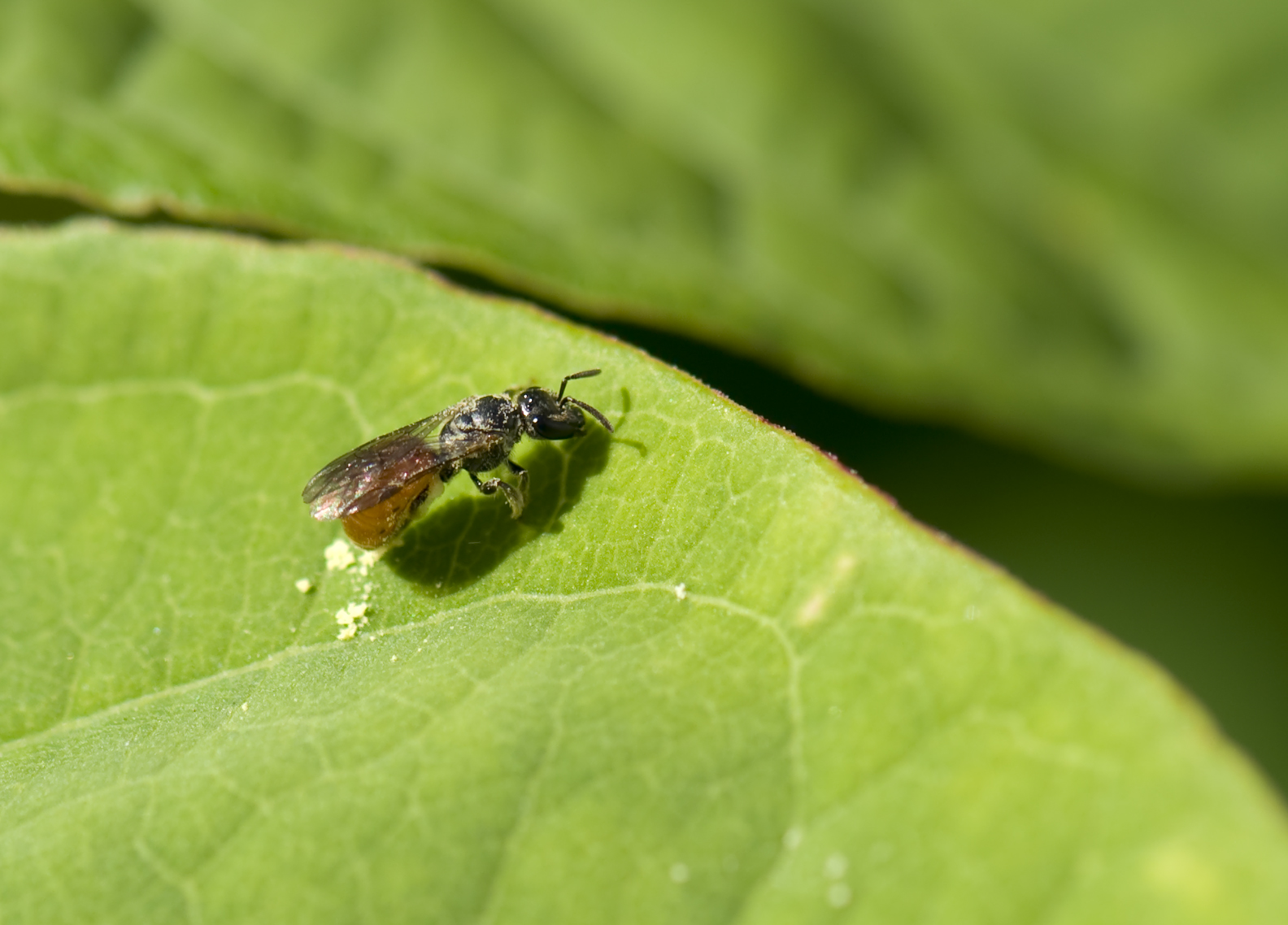